# 亞雷爾哈奇湖
亞雷爾哈奇湖（羅馬化：Yarylhach）是烏克蘭的湖泊，位於該國克里米亞半島，長2.3公里、寬1.6公里，面積1.6平方公里，平均水深0.2米，最大水深0.45米，湖畔城鎮有黑海村。
45°33′40″N 32°51′01″E / 45.56111°N 32.85028°E